# Janiszpol
Janiszpol – dzielnica Radomia. Znajduje się w południowo-wschodniej części miasta przy drodze krajowej nr 9, dawniej wieś.
W dzielnicy znajdują się osiedla domów jednorodzinnych.
Znajduje się tu Parafia pod wezwaniem Św. Pawła Apostoła, której proboszczem jest obecnie ks. kanonik Jerzy Szpytma. W parafii tej mieści się Ośrodek Kultu Fatimskiego, do którego zjeżdżają się mieszkańcy Radomia i okolic.
Główne ulice Janiszpola to: ul. Grota Roweckiego, część ul. Słowackiego, ul. Piotra Skargi, ul. S. Banacha. Linie autobusowe, którymi można dojechać na Janiszpol to: 15, 27 (ul. Słowackiego) oraz 2, 3 i 11 (ul. Wiertnicza). 
Janiszpol został dołączony do Radomia w latach 70. XX wieku.